# Soca
Soca lub soka – muzyka taneczna, która jest połączeniem calypso z muzyką indyjską. Nie jest to, jak często się mówi, połączenie soulu i calypso. Zawiera ona połączenie melodyjnie rytmującego dźwięku z wyraźnym brzmieniem perkusji.
Powstała w okolicach Trynidadu i Tobago oraz Barbadosu, a za jej twórcę uznaje się Ras Shorty I (znanego jako Lord Shorty nim został rastafaranem). W 1963 roku jego nagranie pt. „Cloak and Dagger” zaczęło ten nowy trend w muzyce.

## Najwięksi przedstawiciele tego gatunku muzycznego
- Shadow
- The Mighty Sparrow
- Lord Kitchener (nieżyjący)
- Machel Montano i Xtatik
- Superblue (wcześniej Blue Boy).

Współcześni przedstawiciele:
- Machel Montano
- Red Hot Flames
- Rupee
- Alison Hinds
- DJ Mummy

## Najbardziej znane piosenki soca
- „Hot, Hot, Hot” – Buster Pointdexter (oryginalnie wykonywana przez Arrow)
- „Follow the leader” – soca boys (oryginalnie wykonywana przez Nigel and Marvin Lewis)
- „Who Let the Dogs Out” – Baha Men (oryginalnie wykonywana przez Anslem Douglas)
- „Sweet Soca Music” – Sugar Daddy
- „Turn Me On” – Kevin Lyttle
- „Tempted to Touch” – Rupee
- „Fly Away” – Machel Montano feat. Collie Buddz